# الانتقال من حكم مينغ إلى حكم تشينغ
الانتقال من حكم مينغ إلى حكم تشينغ أو انتقال مينغ-تشينغ، والمعروف أيضًا باسم غزو المانشو للصين، هو فترة طويلة من النزاع بين سلالة تشينغ، التي أسستها عشيرة آيشن جيورو من المانشو في شمال شرق الصين المعاصر، وبين سلالة مينغ، والعديد من القوى المتمردة الأخرى في الصين، مثل سلالة شون التي لم تدم طويلًا بقيادة لي زيتشانغ. في الفترة التي سبقت غزو تشينغ، في عام 1618، أصدر زعيم آيشن جيورو نورهس وثيقة بعنوان المظالم السبعة، والتي عدّدت المظالم التي ارتكبتها سلالة مينغ وبدأ التمرد ضد هيمنتها. ذكرت العديد من المظالم النزاعات ضد عائلة يهي من الجورشن المدعومة من سلالة مينغ. كان طلب نورهس أن تدفع سلالة مينغ تعويضًا عن المظالم السبعة بمثابة إعلان حرب عملي، حيث لم تكن سلالة مينغ على استعداد لدفع المال لتابع سابق. وبعد ذلك بوقت قصير، بدأ نورهس تمرده ضد سلالة مينغ في مقاطعة لياونينغ.
في الوقت نفسه، كانت سلالة مينغ تكافح من أجل بقائها ضد الاضطرابات المالية وتمرد الفلاحين. حث مسؤولو الهان الصينيون خليفة نورهس هونغ تايجي على أن يعلن نفسه إمبراطورًا للصين، وهو ما فعله في عام 1636، معلنًا بداية سلالة تشينغ الجديدة. في 24 أبريل 1644، سقطت بكين على يد جيش المتمردين بقيادة لي زيتشانغ، وهو مسؤول ثانوي صغير تابع للمينغ أصبح زعيمًا لثورة الفلاحين، والذي أسس لاحقًا سلالة شون. أما آخر أباطرة سلالة مينغ، الإمبراطور سيهونجين، فقد شنق نفسه على شجرة في الحديقة الإمبراطورية خارج المدينة المحرمة. وحين تحرك لي زيتشانغ ضد الجنرال وو سانغوي التابع للمينغ، حول الأخير ولاءه إلى سلالة تشنيغ. هُزم لي زيتشانغ في معركة معبر شانهاي على يد القوات المشتركة بقيادة وو سانغوي وأمير المانشو دورغون. وفي 6 يونيو، دخلت قوات دورغون مع وو ذات الأغلبية الصينية من الهان إلى العاصمة.
تطلب هذا الغزو وقتًا طويلًا لاستكمال أهدافه، إذ استغرق الأمر 40 عامًا تقريبًا قبل أن تتحد الصين بشكل آمن تحت حكم سلالة تشينغ. اعتلى الإمبراطور كانغ شي العرش عام 1661، وفي عام 1662 أطلق أوصياؤه التطهير العظيم للتخلص من مقاومة الموالين لسلالة مينغ في جنوب الصين. وحارب الإمبراطور العديد من التمردات، مثل ثورة الإقطاعيات الثلاثة بقيادة وو سانغوي في جنوب الصين، التي بدأت عام 1673، وواجهها بشن سلسلة من الحملات التي وسعت إمبراطوريته. في عام 1662، طرد تشنغ شينغونغ (كوشينغا) المستعمرين الهولنديين وأسس مملكة تونغنينغ في تايوان الموالية لسلالة مينغ بهدف استعادة الصين. ومع ذلك، هزمت مملكة تونغنينغ عام 1683 في معركة بينغو (بسكادورز) من قبل الأميرال الهاني شي لانغ، وهو أميرال سابق تحت قيادة كوشينغا.
يرجع سقوط سلالة مينغ إلى حد كبير إلى مجموعة من العوامل. جادل العلماء في أن سقوط سلالة مينغ ربما كان جزئيًا بسبب الجفاف والمجاعات التي سببها العصر الجليدي الصغير. ويقول كينيث سوب إن أحد العوامل الرئيسية كان تدهور العلاقات بين عائلة مينغ المالكة وبين القيادة العسكرية لإمبراطورية مينغ. وتشمل العوامل الأخرى الحملات العسكرية المتكررة إلى الشمال، والضغوط التضخمية الناجمة عن الإنفاق الكبير من الخزينة الإمبراطورية، والكوارث الطبيعية والأوبئة. وساهمت تمردات الفلاحين بالمزيد من الفوضى في جميع أنحاء البلاد عام 1644، بالإضافة إلى سلسلة من الأباطرة الضعفاء. صمد نفوذ سلالة مينغ في ما هو الآن جنوب الصين لسنوات، ولكن قوات تشينغ تغلبت عليهم في النهاية.
كان انتصار تشينغ ساحقًا نتيجة انشقاق مؤسسة لياودونغ العسكرية التابعة لأسرة مينغ وغيرها، مع لعب جيش المانشو لدور صغير جدًا.

## الخلفية

### الجورشن
يوصف المانشو أحيانًا على أنهم من الأقوام الرحل، ولكن في الواقع لم يكونوا كذلك، فهم أقوام مستقرة عملوا بالزراعة وعاشوا في قرى ثابتة، وزرعوا المحاصيل، ومارسوا الصيد والرماية. كان تشكيلهم العسكري الرئيسي هو المشاة حملة القوس والسهام والسيوف والحراب بينما بقي سلاح الفرسان في المؤخرة.
يُعدّ زعيم الجيانتشو جورشن، نورهس، بأثر رجعي كمؤسس لسلالة تشينغ. في عام 1589، عينت سلالة مينغ نورهس كالزعيم الأكبر لمنطقة يالو، معتقدين أن قبيلته كانت أضعف من أن تحصل على الهيمنة على حساب عشيرتي يهي وهادا الأكبر. وقد هاجمته القبائل الأخرى للتحقق من قوته عام 1591، فنجح في هزيمتهم والاستيلاء على الكثير من خيولهم. وفي 1607 نصّب نفسه خانًا. بناء على نصيحة إيرديني (على الأرجح هو رجل صيني عبر الحدود)، وأعلن تأسيس دولة جين، التي سميت باسم سلالة جين من الجورشن التي حكمت شمال الصين قبل عدة قرون. أعطت جهوده الموحدة للجورشن القوة لتثبيت أنفسهم مدعومين بجيش يتكون بغالبيته من المنشقين الهان بالإضافة إلى أسلحة نارية صنعها المينغ. وفي عام 1618 أعلن المظالم السبعة ضد سلالة مينغ. وبحلول صيف 1621، سُلمت مدن حصن ليودونغ التابع للمينغ، فوشون وشنيانغ ولياويانغ، إلى مملكة جين المتأخرة من قبل الخونة والمنشقين. وقام بذلك الجنرال لي يونغفانغ التابع للمينغ، الذي سلّم مدينة فوشون في ما يُعرف الآن بمقاطعة لياونينغ في شمال شرق الصين، بعد أن زوجه نورهس بأميرة آيشن جيورو وأعطاه لقب النبالة. كانت الأميرة واحدة من أحفاد نورهس. ثم حولت شنيانغ إلى عاصمة لسلالتهم التي تأسست حديثًا.
بدأت قبائل هولون، وهي كونفدرالية قوية من قبائل الجورشن، بالاعتراف بسلطة نورهس بحلول بداية القرن السابع عشر. لكن في بعض الحالات، حاول زعماء مثل بوجانتاي من الأولا تأكيد استقلالهم فاندلعت الحرب، لكن الجيانتشو جورشن استطاعوا هزيمة واستيعاب جميع القبائل في النهاية (هادا 1601، هويفا 1607، أولا 1613، يهي 1619). اتحدت قوى يهي جورشن تحت قيادة جينتاسي مع قوى سلالة مينغ لمجابهة صعود نورهس، ولكن جينتاسي هزم وتوفي في عام 1619. أما شعوب واركا صائدو الحيوانات قرب ساحل المحيط الهادئ فقد أصبحوا قبائل تابعة من عام 1599 حتى عام 1641.
عندما أعاد هورسن تنظيم الجورشن ضمن الرايات الثمانية، تأسست العديد من أسر المانشو بشكل صنعي من أشخاص غير مرتبطين بهم. أدت الاختلافات حول أصل عشيرة جورشن ومانشو إلى محاولة تشينغ توثيق إنشاء تواريخ لعشائر المانشو، بما في ذلك تصنيع أسطورة كاملة حول أصل عشيرة آيشن جيورو من خلال أخذ الأساطير من الشمال الشرقي.
قرأ نورهس الروايتين الصينيتين رومانسية الممالك الثلاث وحافة الماء، وتعلم كل ما يعرفه عن الاستراتيجيات العسكرية والسياسية الصينية منهما.

### الوضع في مينغ
في سلالة مينغ المتأخرة، هيمن على وحدات جيش مينغ الضباط الذين قضوا فترات طويلة من 10 إلى 12 عامًا في القيادة بدلاً من الممارسة المعتادة للتناوب المستمر، وفقدت القيادة العسكرية المركزية الكثير من سيطرتها على الجيوش الإقليمية. كان القادة الأعلى «زانغدو جنوو» يُعينون في جميع أنحاء الإمبراطورية للإشراف على الشؤون المالية والعسكرية في مناطق اختصاصهم. أما المناطق الحدودية، التي أصبحت مستقلة أكثر، وخاصة ليادونغ، أصبحت الخدمة العسكرية والقيادة العسكرية وراثية ونشأت روابط شبه تبعية من الولاء بين الضباط ومرؤوسيهم والقوات. انحازت هذه الطبقة العسكرية لجهة زعماء قبائل جورشن بدلاً من البيروقراطيين في العاصمة.